# NGC 7838
NGC 7838 é uma galáxia espiral (S?) localizada na direcção da constelação de Pisces. Possui uma declinação de +08° 21' 07" e uma ascensão recta de 0 horas, 06 minutos e 53,9 segundos.
A galáxia NGC 7838 foi descoberta em 29 de Novembro de 1864 por Albert Marth.